# Кубок Беларуси по футболу 2018/2019
Кубок Беларуси по футболу 2018/2019 годов — 28-й розыгрыш ежегодного клубного турнира, второго по значимости в стране. Финал Кубка состоялся 26 мая 2019 года на поле стадиона ЦСК «Витебский» в Витебске. Обладателем трофея в 3-й раз стал солигорский «Шахтёр», обыгравший «Витебск» со счётом 2:0.
«Шахтёр» получил право сыграть с чемпионом Беларуси сезона 2019 в Суперкубке Беларуси 2020, а также на участие во 2-м квалификационном раунде Лиги Европы 2019/20.

## Формат
Турнир стартовал с 1-го квалификационного раунда. В этом, а также во 2-м раунде и в 1/16 финала хозяином поля являлась команда, которая выступала в лиге, низшей по рангу. Если встречались команды одной лиги, то хозяин поля определялся в результате жеребьёвки.
Матчи до стадии 1/8 финала включительно проводились в 2018 году, 1/4 финала и далее — в 2019 году. Финал Кубка состоял из одного матча и проводился на нейтральном поле.
Обладатель Кубка автоматически участвовал в розыгрыше Лиги Европы 2019/20 со 2-го квалификационного раунда.

## Представительство команд
| Раунд                      | Оставшиеся команды | Участвовало команд | Победители из предыдущего раунда | Новые участники в этом раунде | Лиги, участвовавшие в этом раунде              | Игровые дни по расписанию      |
| -------------------------- | ------------------ | ------------------ | -------------------------------- | ----------------------------- | ---------------------------------------------- | ------------------------------ |
| 1-й квалификационный раунд | 50                 | 4                  | 0                                | 4                             | Вторая Лига, Областные чемпионаты              | 12-13 мая 2018 года            |
| 2-й квалификационный раунд | 48                 | 32                 | 2                                | 30                            | Первая Лига, Вторая Лига, Областные чемпионаты | 11-13 июня 2018 года           |
| 1/16 финала                | 32                 | 32                 | 16                               | 16                            | Высшая Лига, Первая Лига, Вторая Лига          | 11-29 июля 2018 года           |
| 1/8 финала                 | 16                 | 16                 | 16                               | нет                           | Высшая Лига, Первая Лига                       | 11 августа-17 ноября 2018 года |
| 1/4 финала                 | 8                  | 8                  | 8                                | нет                           | Высшая Лига, Первая Лига                       | 9-16 марта 2019 года           |
| 1/2 финала                 | 4                  | 4                  | 4                                | нет                           | Высшая Лига                                    | 10 апреля-1 мая 2019 года      |
| Финал                      | 2                  | 2                  | 2                                | нет                           | Высшая Лига                                    | 26 мая 2019 года               |

## Участники
| Высшая Лига (Д1) (все 16 клубов) | Первая Лига (Д2) (все 15 клубов) | Вторая Лига (Д3) (14 клубов) | Победители областных чемпионатов (КФК) (5 клубов) |
| - БАТЭ (Борисов) - ФК Витебск - ФК Гомель - ФК Городея - Динамо-Брест - Динамо (Минск) - Днепр (Могилёв) - Ислочь (Минский район) - Луч (Минск) - ФК Минск - Неман (Гродно) - ФК Слуцк - ФК Смолевичи - Торпедо-БелАЗ (Жодино) - Торпедо (Минск) - Шахтёр (Солигорск) | - ФК Барановичи - Белшина (Бобруйск) - Волна (Пинск) - Гранит (Микашевичи) - ФК Лида - Локомотив (Гомель) - Нафтан (Новополоцк) - ФК Орша - Славия-Мозырь - Слоним-2017 - ФК Сморгонь - Химик (Светлогорск) - ФК Чисть - Энергетик-БГУ (Минск) - ЮАС (Житковичи) | - Бумпром (Гомель) - Виктория (Марьина Горка) - ФК Горки - ФК Ивацевичи - ФК Клецк - Молодечно-ДЮСШ-4 - Неман-Агро (Столбцы) - НФК Крумкачи (Минск) - ФК Осиповичи - ФК Ошмяны - СМИавтотранс (Смолевичский район) - Спутник (Речица) - ФК Узда - Энергетик-БГАТУ (Минск) | - Припять (Ольшаны) (Брестская область) - Полоцкгаз (Витебская область) - Монтажник (Мозырь) (Гомельская область) - Цементник (Красносельский) (Гродненская область) - СДЮШОР-МТЗ-Сябар (Минск) (Минск) |

## 1-й квалификационный раунд
Жеребьёвка 1-го квалификационного раунда прошла 3 мая 2018 года.
На этой стадии приняли участие:
- 2 победителя областных чемпионатов (КФК);
- 2 клуба Второй Лиги (Д3).

Матчи состоялись 12-13 мая 2018 года.
| Хозяева                        | Счёт | Гости                 |
| ------------------------------ | ---- | --------------------- |
| СДЮШОР-МТЗ-Сябар (Минск) (КФК) | 1:0  | ФК Ивацевичи (Д3)     |
| Припять (Ольшаны) (КФК)        | 4:1  | Бумпром (Гомель) (Д3) |

Результаты матчей 1-го квалификационного раунда

## 2-й квалификационный раунд
Жеребьёвка 2-го квалификационного раунда прошла 3 мая 2018 года.
На этой стадии приняли участие:
- 2 победителя 1-го квалификационного раунда;
- 3 победителя областных чемпионатов (КФК);
- 12 клубов Второй Лиги (Д3);
- 15 клубов Первой Лиги (Д2).

Матчи состоялись 11-13 июня 2018 года.
| Хозяева                                | Счёт           | Гости                      |
| -------------------------------------- | -------------- | -------------------------- |
| Монтажник (Мозырь) (КФК)               | 0:0 (пен. 1:4) | Нафтан (Новополоцк) (Д2)   |
| СДЮШОР-МТЗ-Сябар (Минск) (КФК)         | 0:3            | ФК Узда (Д3)               |
| Энергетик-БГАТУ (Минск) (Д3)           | 0:0 (пен. 6:5) | Химик (Светлогорск) (Д2)   |
| Виктория (Марьина Горка) (Д3)          | 0:6            | ФК Лида (Д2)               |
| ФК Ошмяны (Д3)                         | 0:0 (пен. 1:3) | Энергетик-БГУ (Минск) (Д2) |
| Припять (Ольшаны) (КФК)                | 0:8            | Белшина (Бобруйск) (Д2)    |
| Спутник (Речица) (Д3)                  | 0:0 (пен. 3:4) | ФК Сморгонь (Д2)           |
| Полоцкгаз (КФК)                        | 2:3            | ФК Орша (Д2)               |
| ФК Осиповичи (Д3)                      | 2:3            | Славия-Мозырь (Д2)         |
| СМИавтотранс (Смолевичский район) (Д3) | 1:1 (пен. 4:3) | ФК Барановичи (Д2)         |
| НФК Крумкачи (Минск) (Д3)              | 0:1            | ЮАС (Житковичи) (Д2)       |
| Цементник (Красносельский) (КФК)       | 0:5            | Волна (Пинск) (Д2)         |
| ФК Клецк (Д3)                          | 1:0 (д.в.)     | Гранит (Микашевичи) (Д2)   |
| ФК Горки (Д3)                          | 0:2            | Слоним-2017 (Д2)           |
| Молодечно-ДЮСШ-4 (Д3)                  | 1:3            | ФК Чисть (Д2)              |
| Неман-Агро (Столбцы) (Д3)              | 1:3            | Локомотив (Гомель) (Д2)    |

Результаты матчей 2-го квалификационного раунда

## 1/16 финала
Жеребьёвка 1/16 финала прошла 14 июня 2018 года.
На этой стадии приняли участие:
- 16 победителей 2-го квалификационного раунда;
- 16 клубов Высшей Лиги (Д1).

Матчи состоялись 11-29 июля 2018 года.
| Хозяева                                | Счёт           | Гости                  |
| -------------------------------------- | -------------- | ---------------------- |
| Энергетик-БГУ (Минск) (Д2)             | 1:2 (д.в.)     | БАТЭ (Борисов)         |
| ФК Сморгонь (Д2)                       | 0:4            | Торпедо (Минск)        |
| ЮАС (Житковичи) (Д2)                   | 0:5            | Ислочь (Минский район) |
| ФК Чисть (Д2)                          | 0:11           | Шахтёр (Солигорск)     |
| Слоним-2017 (Д2)                       | 1:2            | ФК Городея             |
| ФК Лида (Д2)                           | 0:3            | ФК Минск               |
| ФК Узда (Д3)                           | 2:3            | ФК Смолевичи           |
| Славия-Мозырь (Д2)                     | 3:2            | Луч (Минск)            |
| Локомотив (Гомель) (Д2)                | 3:2            | Днепр (Могилёв)        |
| Нафтан (Новополоцк) (Д2)               | 0:1            | ФК Слуцк               |
| Энергетик-БГАТУ (Минск) (Д3)           | 0:7            | Динамо (Минск)         |
| СМИавтотранс (Смолевичский район) (Д3) | 1:6            | ФК Гомель              |
| Белшина (Бобруйск) (Д2)                | 3:1            | Неман (Гродно)         |
| ФК Клецк (Д3)                          | 2:2 (пен. 0:2) | Динамо-Брест           |
| ФК Орша (Д2)                           | 0:4            | ФК Витебск             |
| Волна (Пинск) (Д2)                     | 0:2 (д.в.)     | Торпедо-БелАЗ (Жодино) |

Результаты матчей 1/16 финала

## 1/8 финала
Жеребьёвка 1/8 финала прошла 30 июля 2018 года.
Матчи состоялись 11 августа-17 ноября 2018 года.
| Хозяева                 | Счёт           | Гости                   |
| ----------------------- | -------------- | ----------------------- |
| Локомотив (Гомель) (Д2) | 3:0            | ФК Смолевичи            |
| ФК Витебск              | 0:0 (пен. 5:4) | Торпедо-БелАЗ (Жодино)  |
| Торпедо (Минск)         | 0:2            | ФК Слуцк                |
| ФК Гомель               | 0:2            | Ислочь (Минский район)  |
| Динамо (Минск)          | 2:0            | ФК Минск                |
| Шахтёр (Солигорск)      | 0:0 (пен. 4:2) | Динамо-Брест            |
| Славия-Мозырь (Д2)      | 0:0 (пен. 3:4) | Белшина (Бобруйск) (Д2) |
| БАТЭ (Борисов)          | 0:0 (пен. 4:2) | ФК Городея              |

Результаты матчей 1/8 финала

## 1/4 финала
Жеребьёвка 1/4 финала прошла 9 октября 2018 года. На этом этапе сильнейшие определялись по итогам двухматчевого противостояния.
Матчи состоялись 9-16 марта 2019 года.
| Хозяева            | Счёт | Гости                   | Первый матч | Ответный матч |
| ------------------ | ---- | ----------------------- | ----------- | ------------- |
| БАТЭ (Борисов)     | 1:2  | Ислочь (Минский район)  | 1:1         | 0:1           |
| Динамо (Минск)     | 2:1  | ФК Слуцк                | 2:0         | 0:1           |
| Шахтёр (Солигорск) | 6:0  | Белшина (Бобруйск) (Д2) | 5:0         | 1:0           |
| ФК Витебск         | 3:1  | Локомотив (Гомель) (Д2) | 1:0         | 2:1           |

Результаты матчей 1/4 финала

## 1/2 финала
Жеребьёвка 1/2 финала прошла 18 марта 2019 года. На этом этапе сильнейшие определялись по итогам двухматчевого противостояния.
Матчи состоялись 10 апреля-1 мая 2019 года.
| Хозяева                | Счёт | Гости              | Первый матч | Ответный матч |
| ---------------------- | ---- | ------------------ | ----------- | ------------- |
| Ислочь (Минский район) | 4:6  | Шахтёр (Солигорск) | 2:2         | 2:4           |
| ФК Витебск             | 1:0  | Динамо (Минск)     | 1:0         | 0:0           |

Результаты матчей 1/2 финала

## Финал
| Шахтёр (Солигорск)  | 2:0 | ФК Витебск |
| ------------------- | --- | ---------- |
| Бодул 45′ Антич 80′ |     |            |

| Обладатель Кубка Беларуси 2018/19 |
| --------------------------------- |
| Шахтёр (Солигорск) Третий кубок   |

## Бомбардиры
| Место | Игрок               | Клуб           | Голы |
| ----- | ------------------- | -------------- | ---- |
| 1     | Дмитрий Комаровский | Ислочь         | 6    |
| 2     | Александр Макась    | Динамо, Ислочь | 5    |
| 3     | Дмитрий Гомза       | Белшина        | 4    |
| 3     | Элис Бакай          | Шахтёр         | 4    |
| 5     | Пюрю Сойри          | Шахтёр         | 3    |
| 5     | Денис Козловский    | Локомотив      | 3    |